# Palais des sports de Lyon
Pour les articles homonymes, voir Palais des sports.

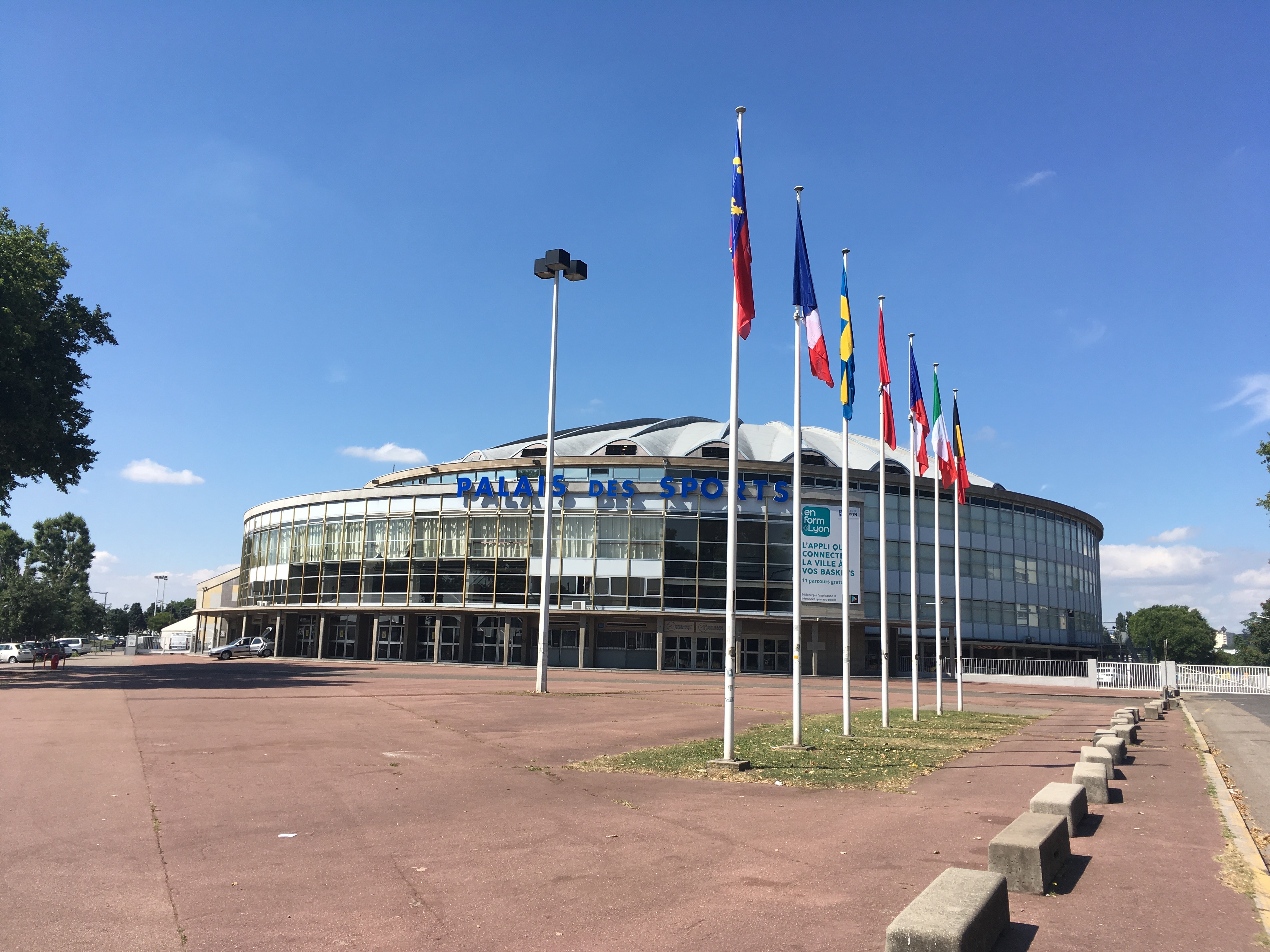
Palais des sports de Lyon

Le palais des sports de Lyon, est une salle polyvalente lyonnaise, située dans le quartier de Gerland.
Sa capacité maximale d’accueil est de 7 999 personnes selon sa configuration. S'y ajoute une salle annexe, le petit Palais des Sports, qui accueille principalement les équipes de Volley-ball (ASUL Lyon Volley-Ball).
Ce site est desservi par la ligne B du métro de Lyon à la station Stade de Gerland – Le LOU.

## Construction
La construction du Palais des Sports a commencé au mois de janvier 1960, et s'est terminée en mai 1962. Il a été construit par la ville de Lyon sous l’impulsion de son Maire, Louis Pradel.
Il a été inauguré le 5 octobre 1962 par Maurice Herzog (haut-commissaire à la Jeunesse et aux Sports) en présence de Roger Ricard, préfet du Rhône, de Louis Pradel, maire de Lyon, et du conseil municipal, ainsi que de Louis Weckerlin, architecte en chef de la ville.

## Caractéristiques techniques

### Le Palais des Sports
Une surface de piste ovale et modulable jusqu’à 2 400 m2 (en fonction de la configuration installée), permet de réaliser différents types de manifestations allant de la configuration de salle de sports, de salle de spectacle et de concert, à celle de salle d’exposition...
La capacité du grand Palais des Sports est de 7 426 spectateurs, qui varie selon les configurations. Le Grand Palais est également équipé de vestiaires, sanitaires, bureaux organisation, salle de réunion, salle de presse, tribune de presse de 54 places, loges VIP de 190 places au 1er étage et de 128 places au 2e étage. Un espace privatif au 2e étage comprend deux salles de réception, de 50 m2 et 300 m2.

### Le petit Palais des Sports
Il dispose d'un terrain de dimension 40 × 20 m, de gradins fixes et de tribunes pouvant accueillir jusqu'à 1 266 spectateurs, de vestiaires et de sanitaires.

## Événements sportifs
- Beach-soccer
- Handball
  - Tournoi préolympique
- Hockey sur glace
- Jet-skis
- Tennis
  - Coupe Davis
  - Grand Prix de tennis de Lyon (GPTL)
- Volley
  - Championnat de France masculin
  - Ligue mondiale masculine
- Basket-ball
- Patinage artistique : Championnats du monde 1971, Championnats d'Europe 1982, Finale du Grand Prix ISU 1999-2000, Championnats d'Europe 2006
- Championnat du monde de boxe
- Championnat de France de taekwondo
- Championnat de judo
- Championnat SX Tour super cross
- Salon du Fitness

## Événements culturels
- Concerts :  Pink Floyd, Queen, The Police, Genesis, AC-DC, Kiss, Iron-Maiden, The Cure, Led Zeppelin[a], Mylène Farmer, Francis Cabrel, Rugby music live (NRJ Tour), Foot Concert…
- Théâtre :  Les Célestins « hors les murs », le Théâtre du Soleil, Compagnie CALA opérette…
- Comédies musicales : Notre Dame de Paris, Starmania…
- Événementiel : élection Miss France, Forum de l’emploi, Lotos, Gymnic show, Mondial show dance, Cabaret Crazy Horse, E-sports games, brocante Notre Dame des sans-abris, forum pour les comités d'entreprise, Festival Unlimitech sports et technologies…
- Autres : meeting de François Hollande pour l'élection présidentielle de 2012[2],[3], centre de dépistage municipal puis vaccinodrome des HCL pendant l'épidémie de Covid-19[4].

## Galerie photos

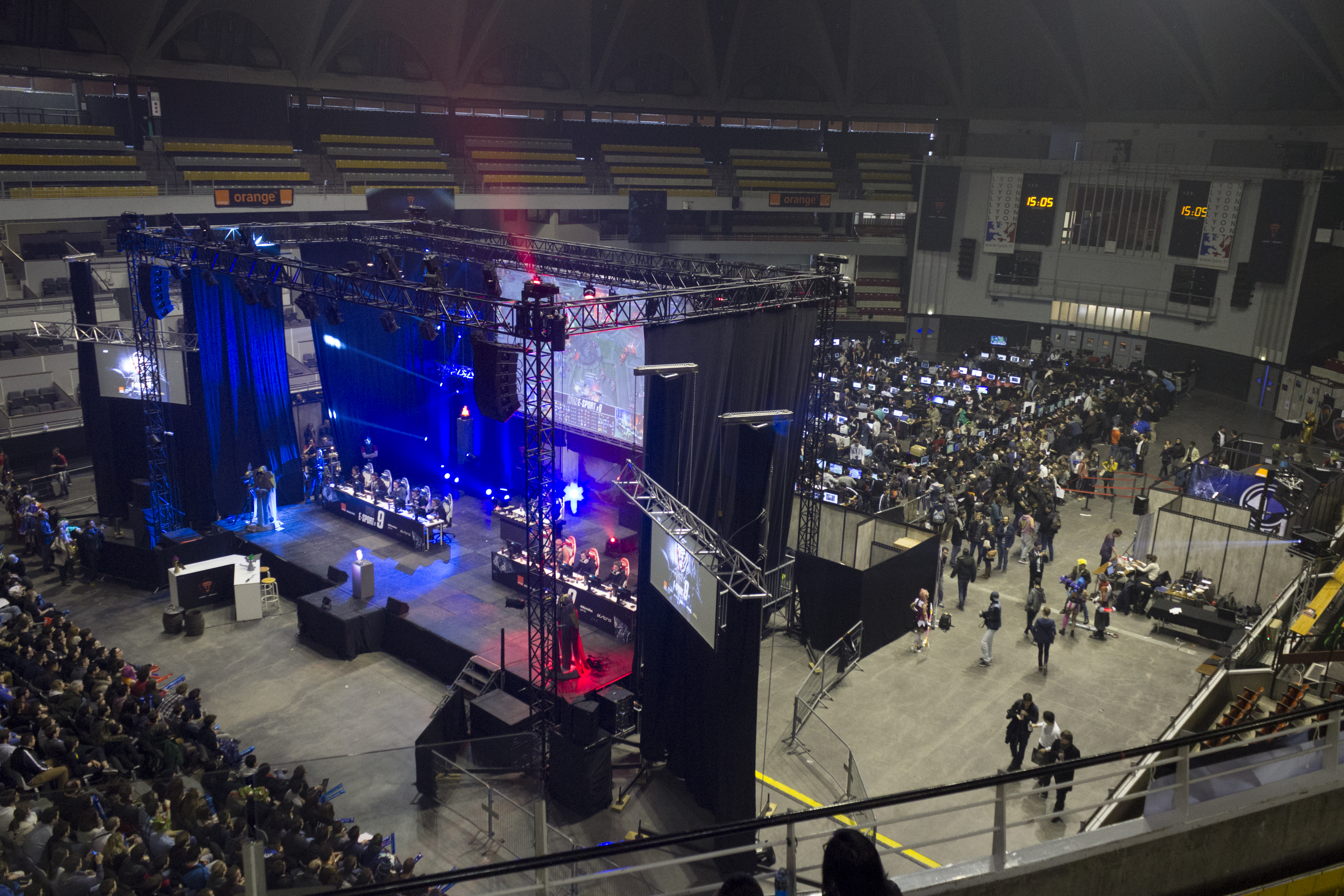
E-sport games.
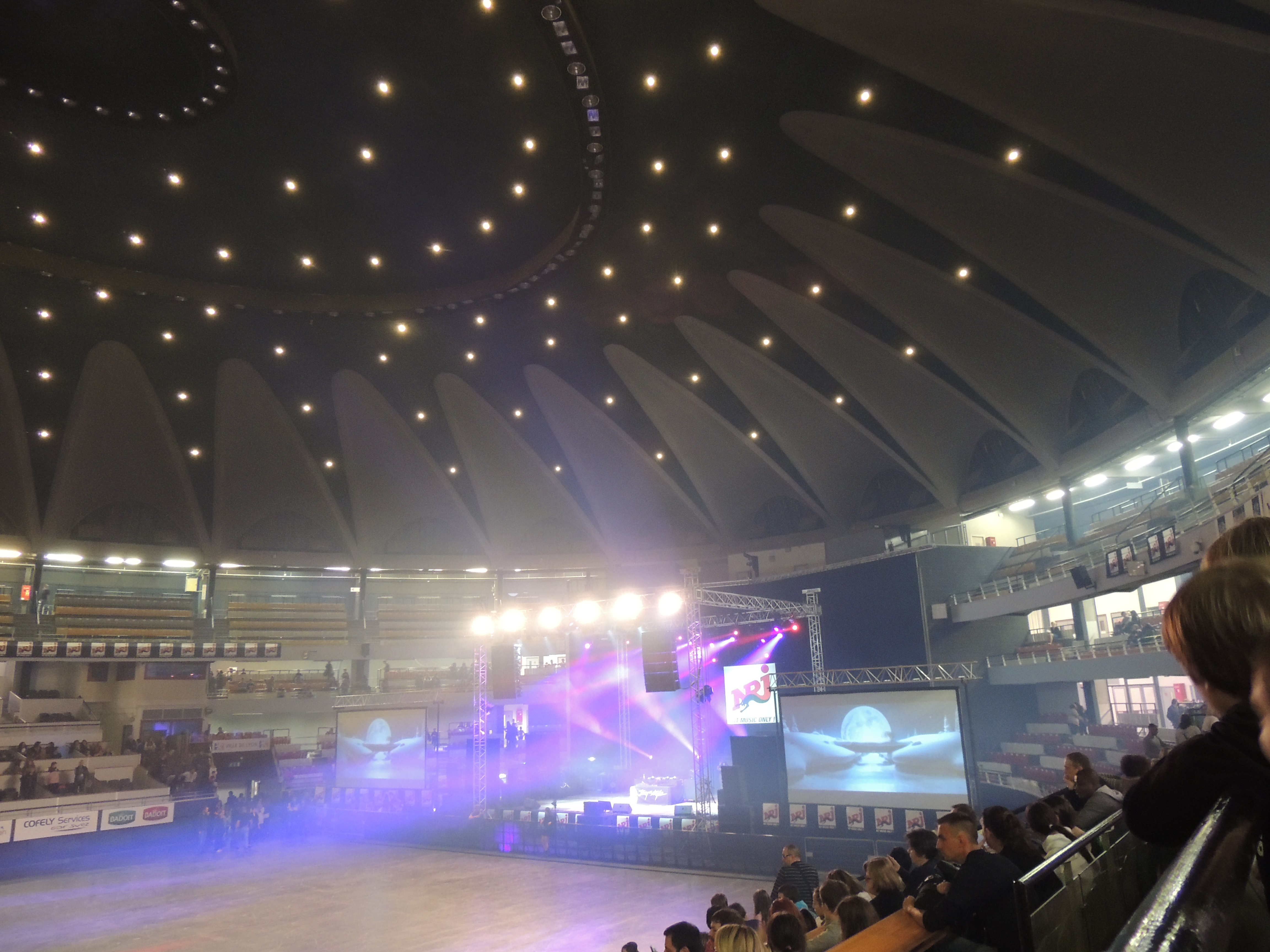
NRJ Music tour.
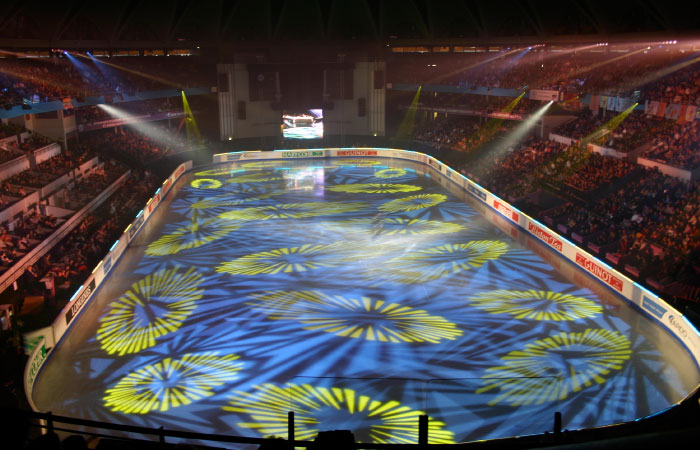
Hockey sur glace.
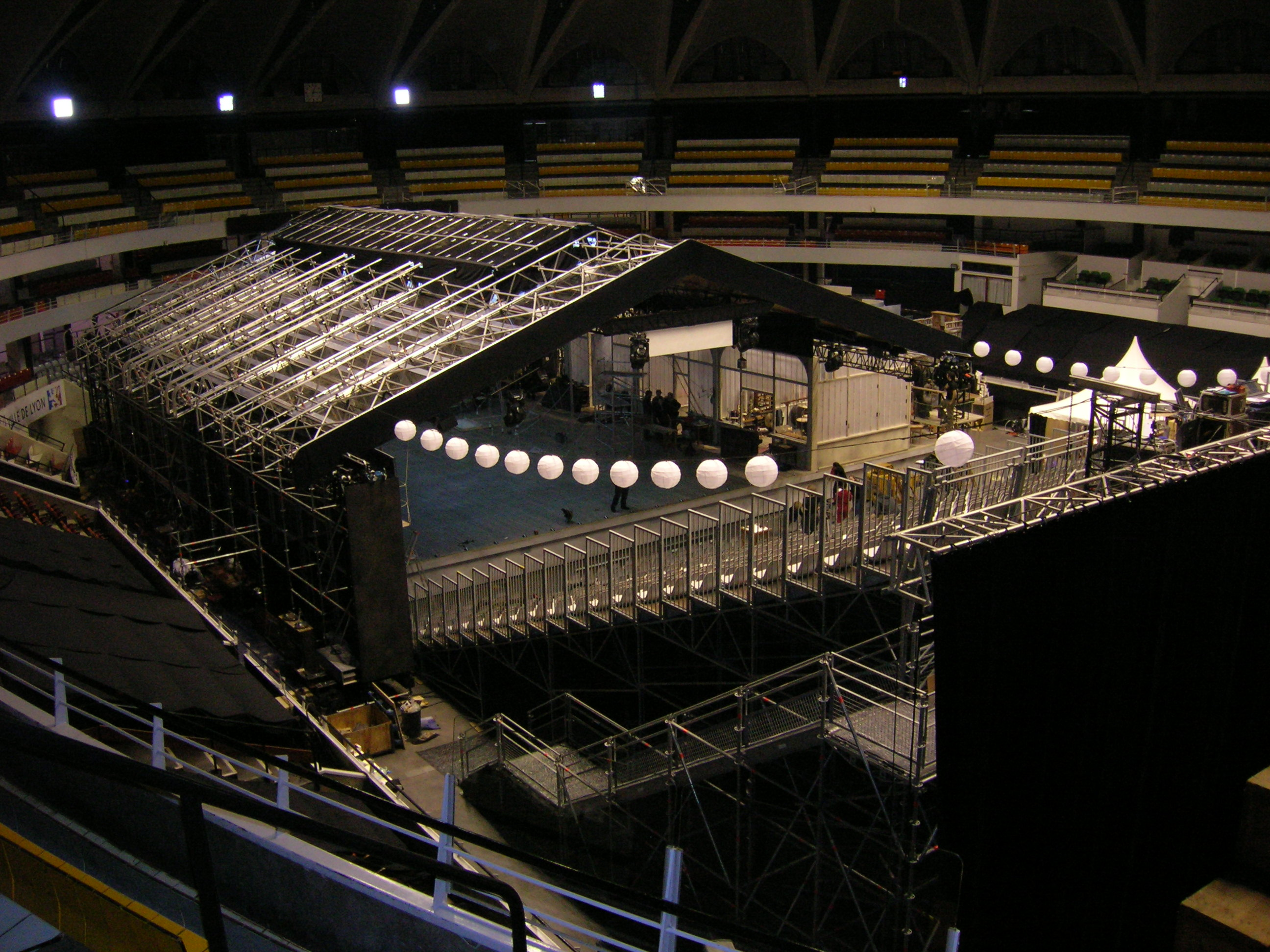
Théâtre du soleil.
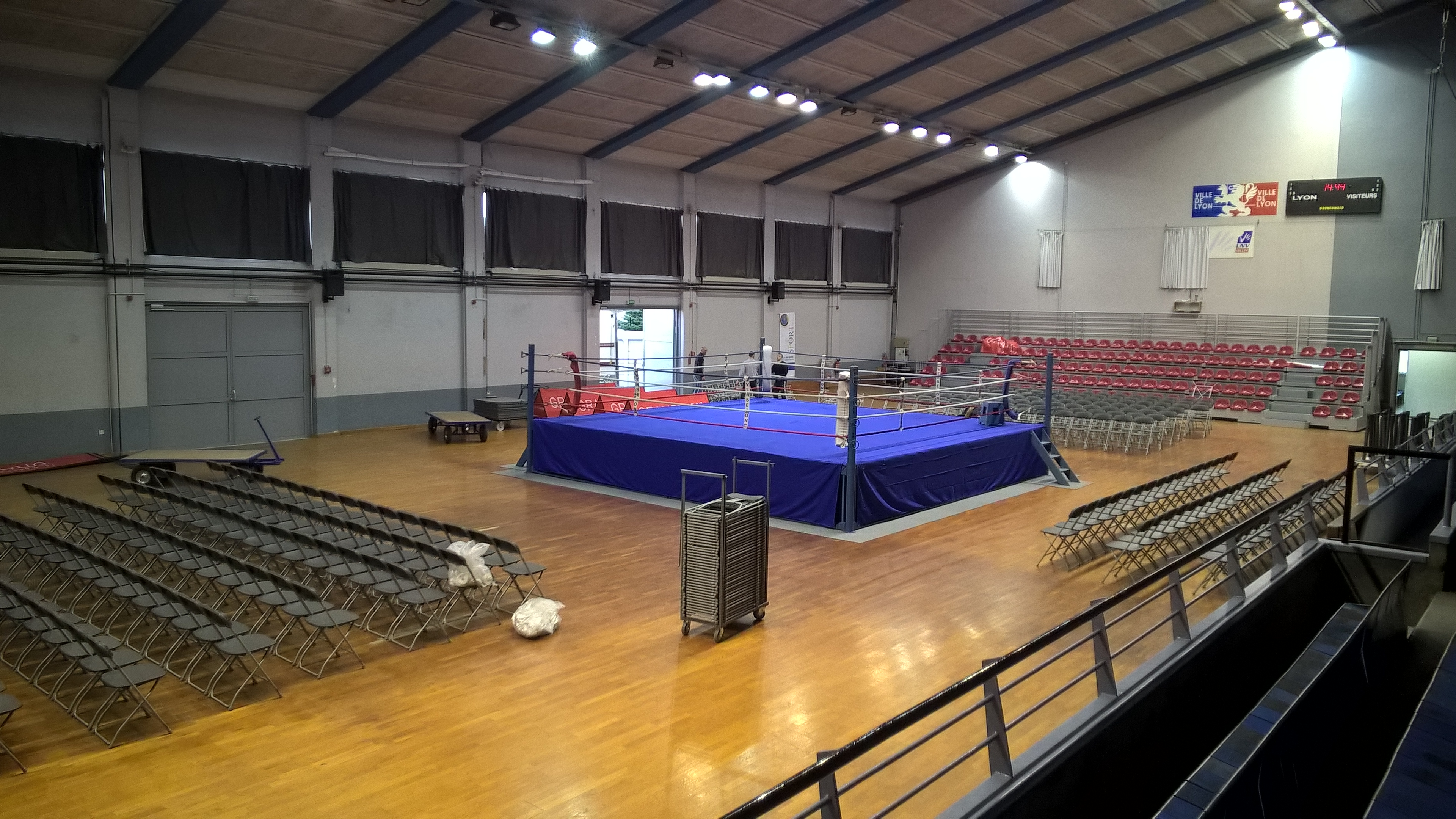
Boxe.
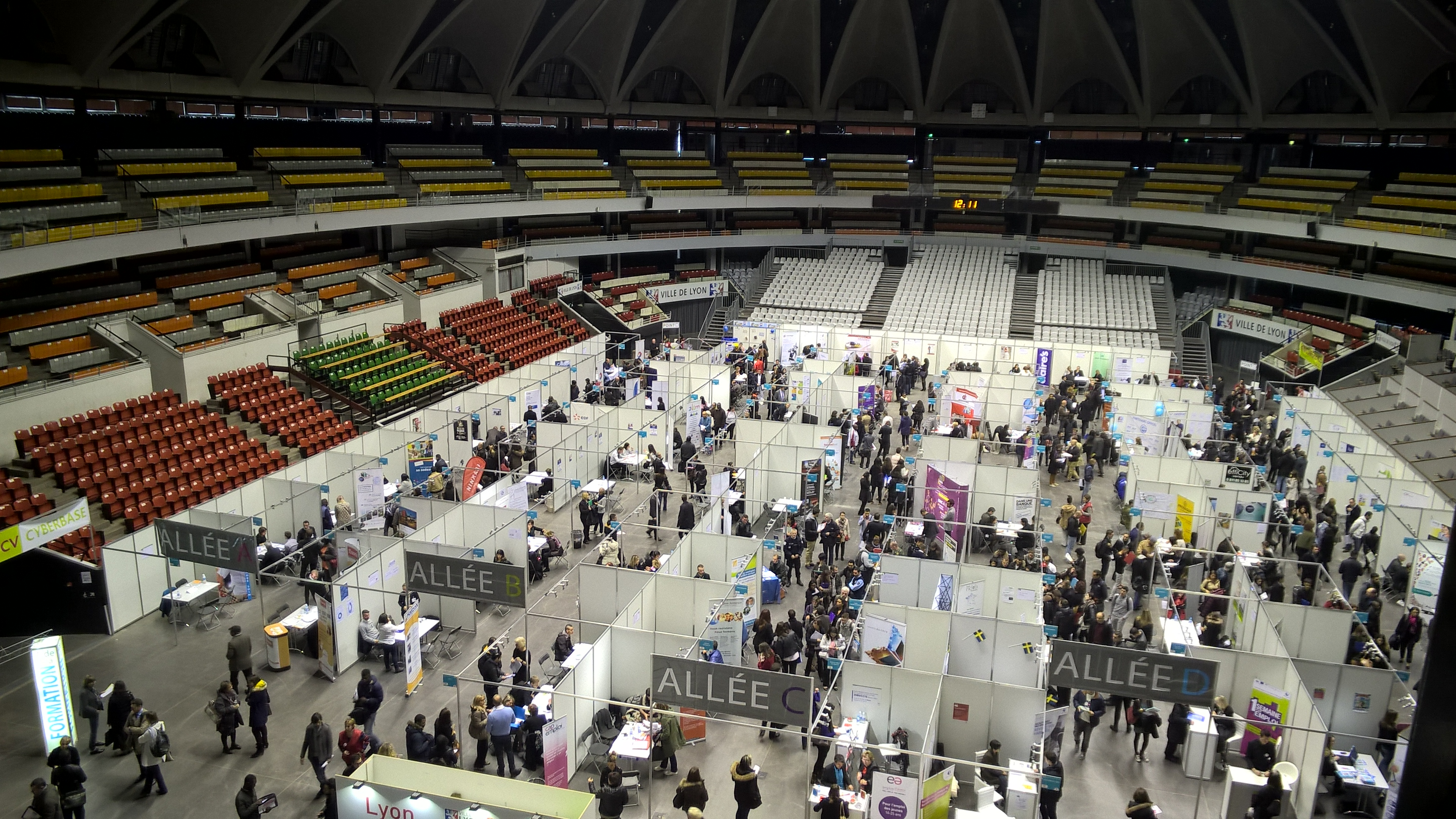
Forum de l'emploi.
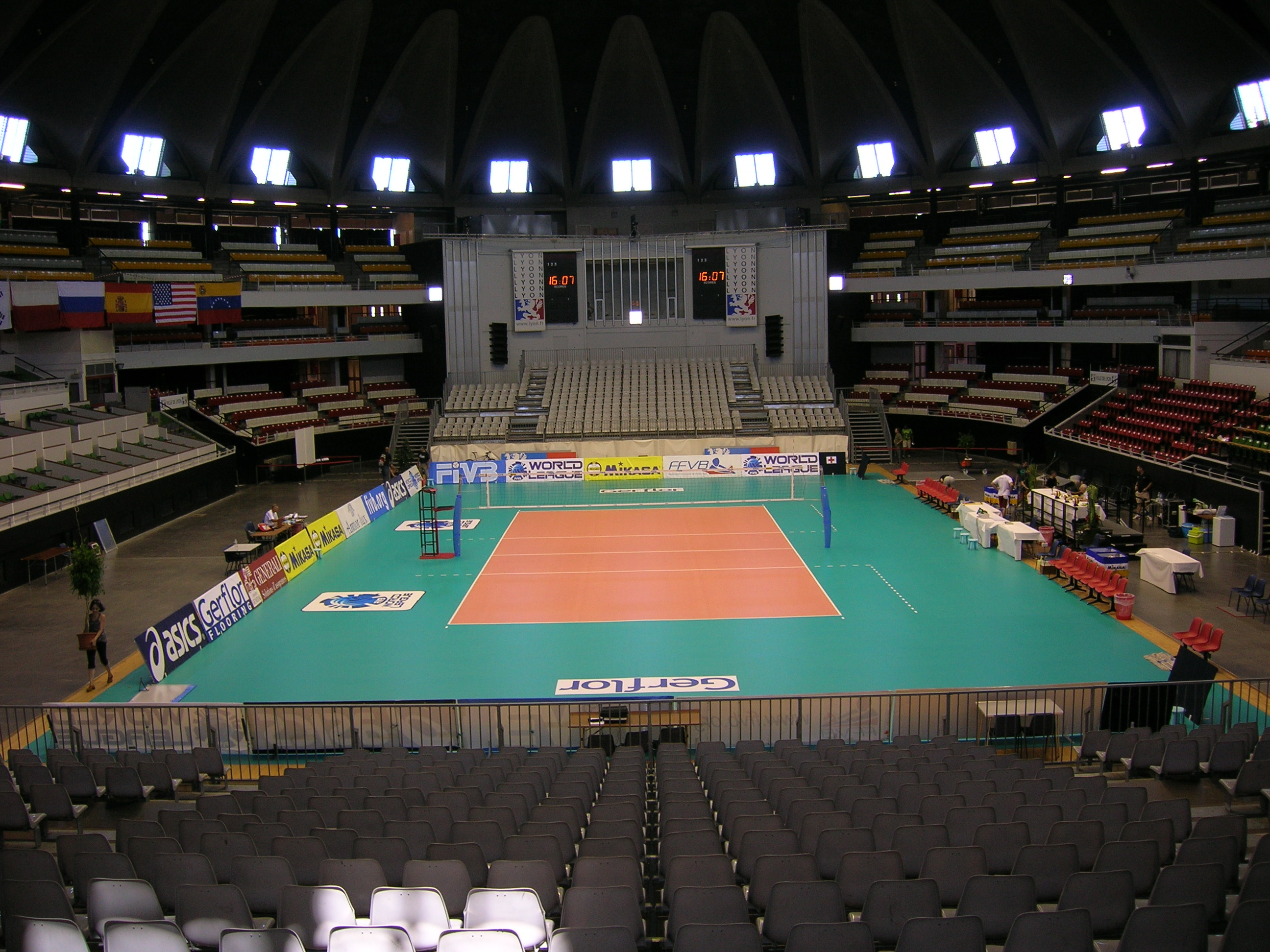
Volley.
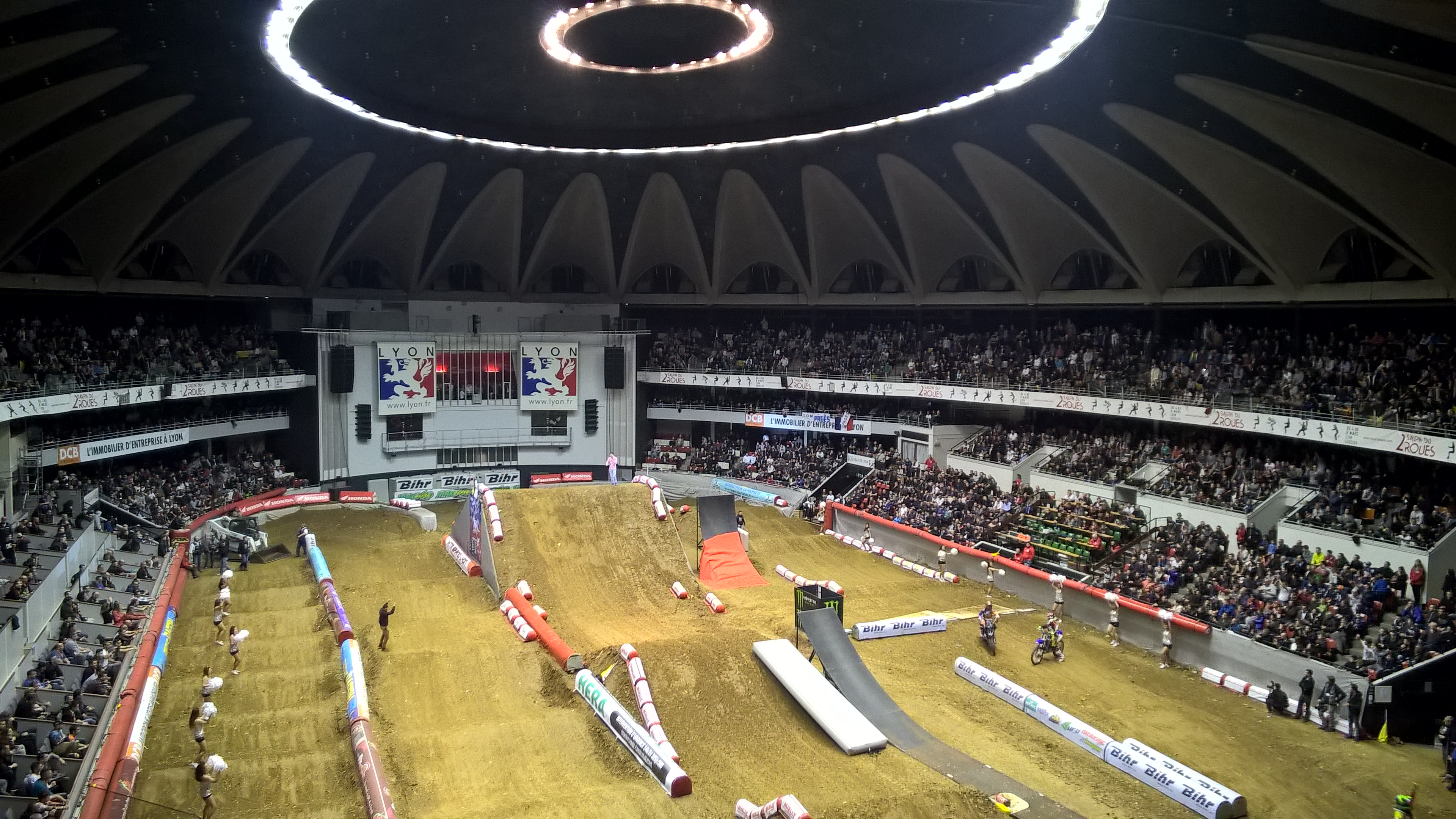
Supercross.
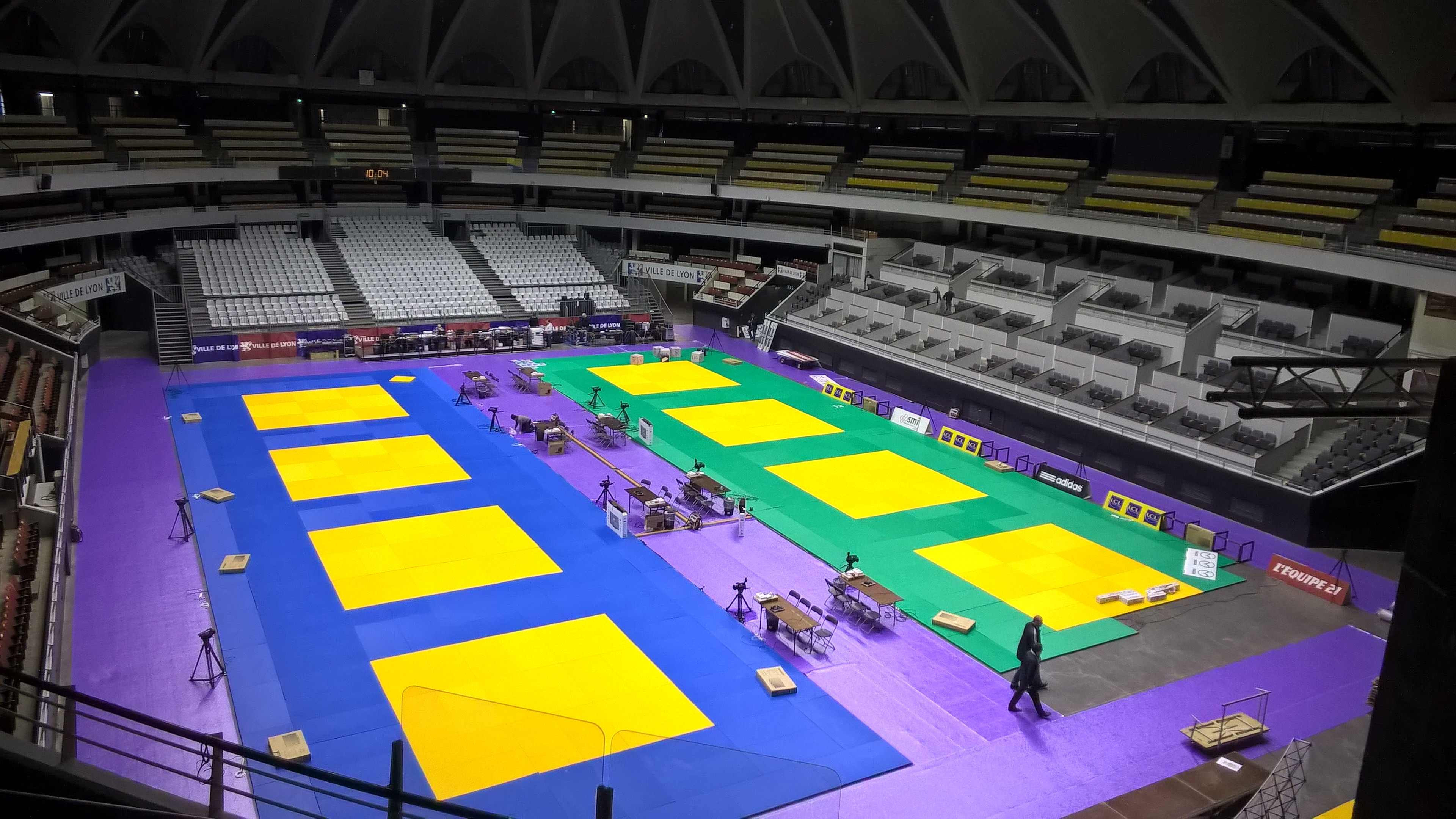
Judo.
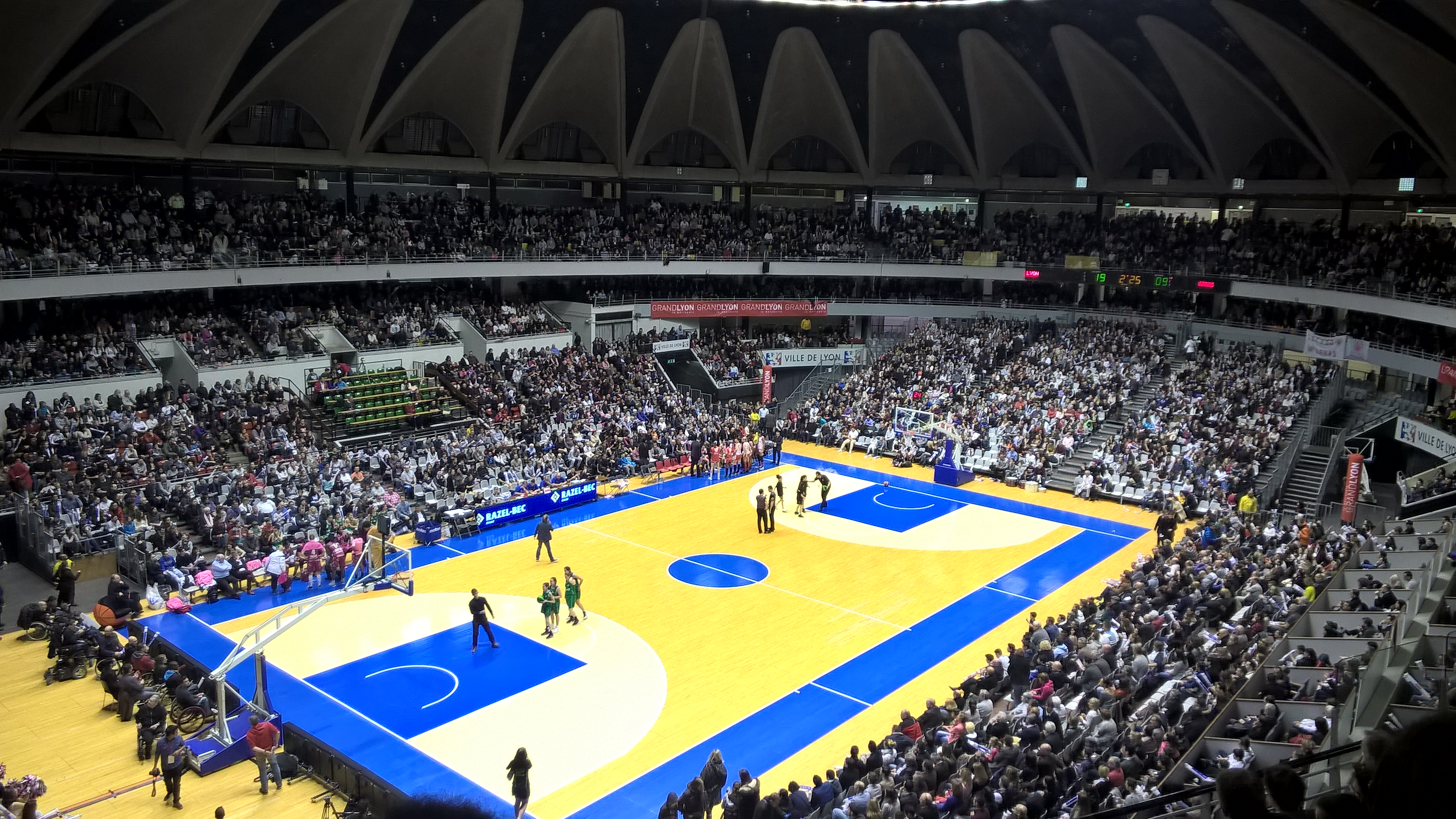
Basket.
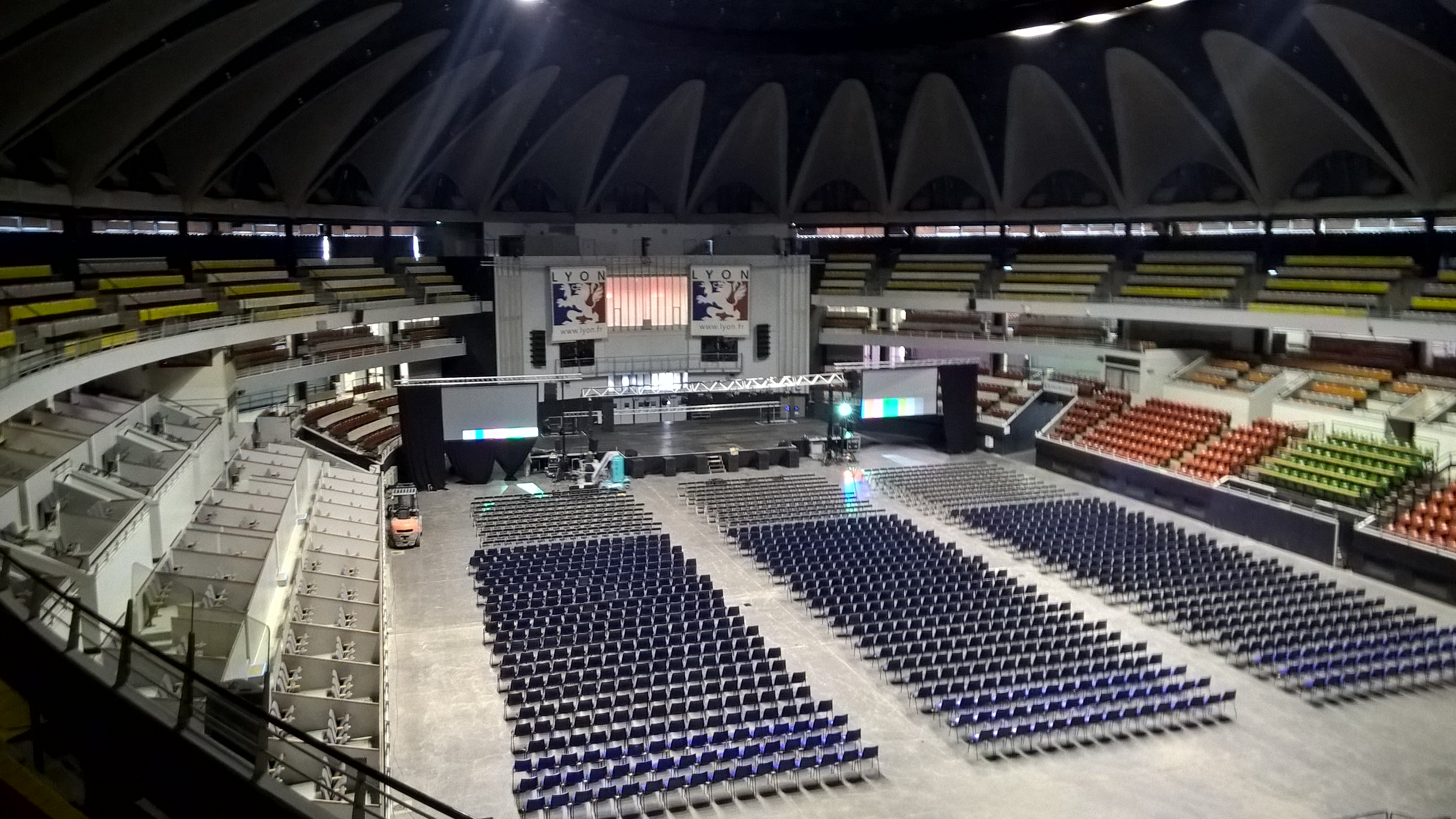
Spectacles.
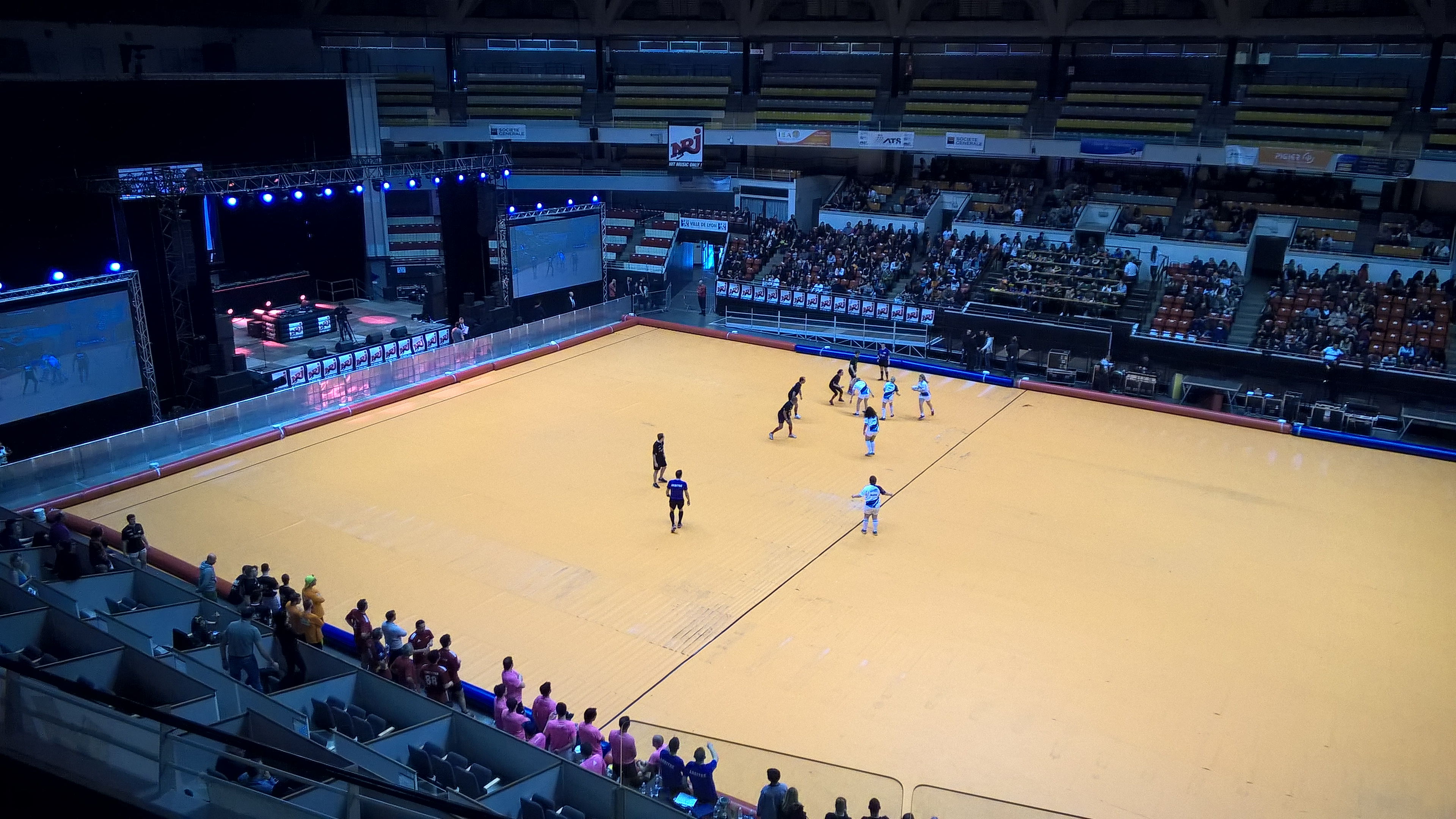
Rugby music live.
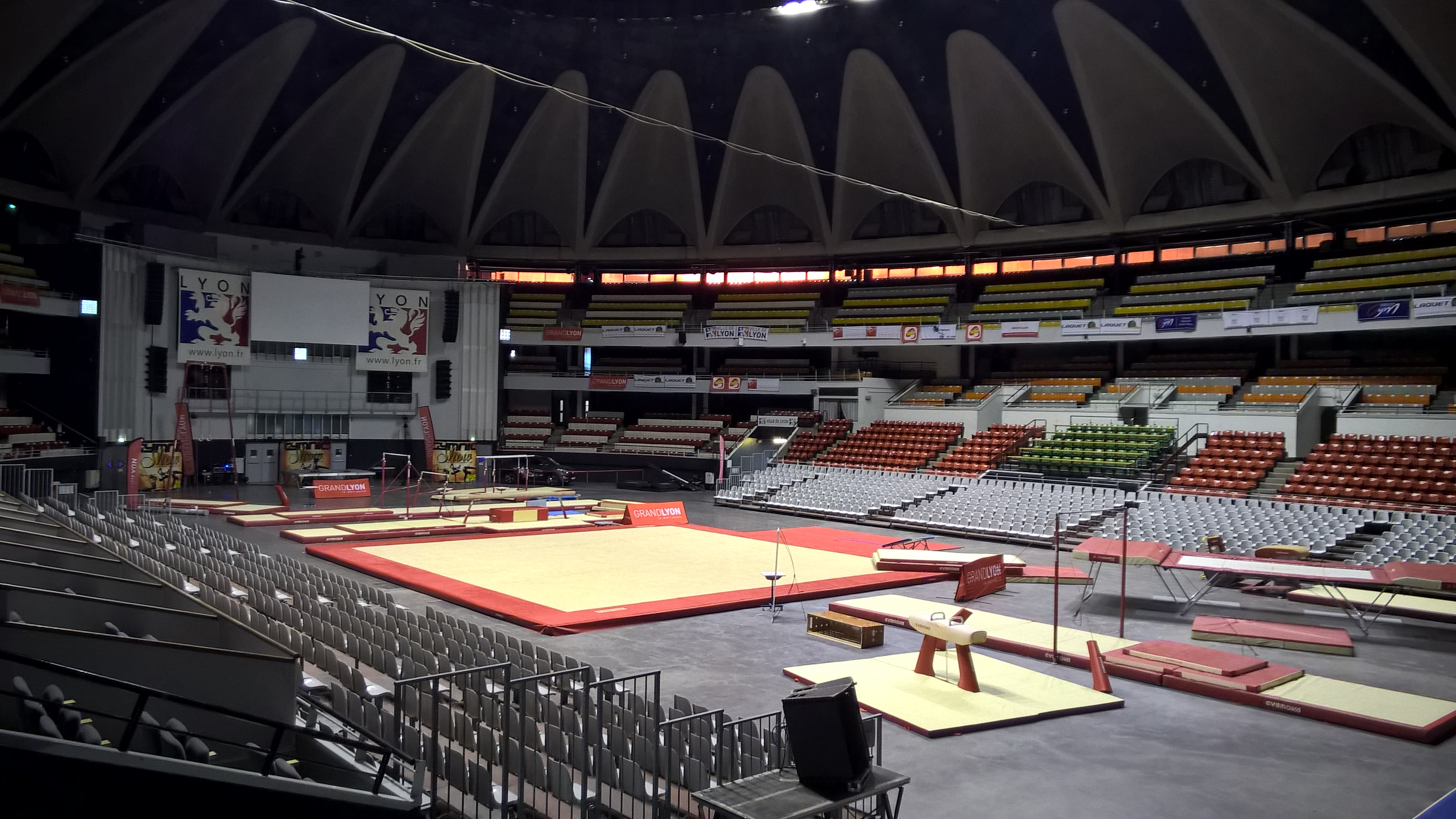
Gymnastique.
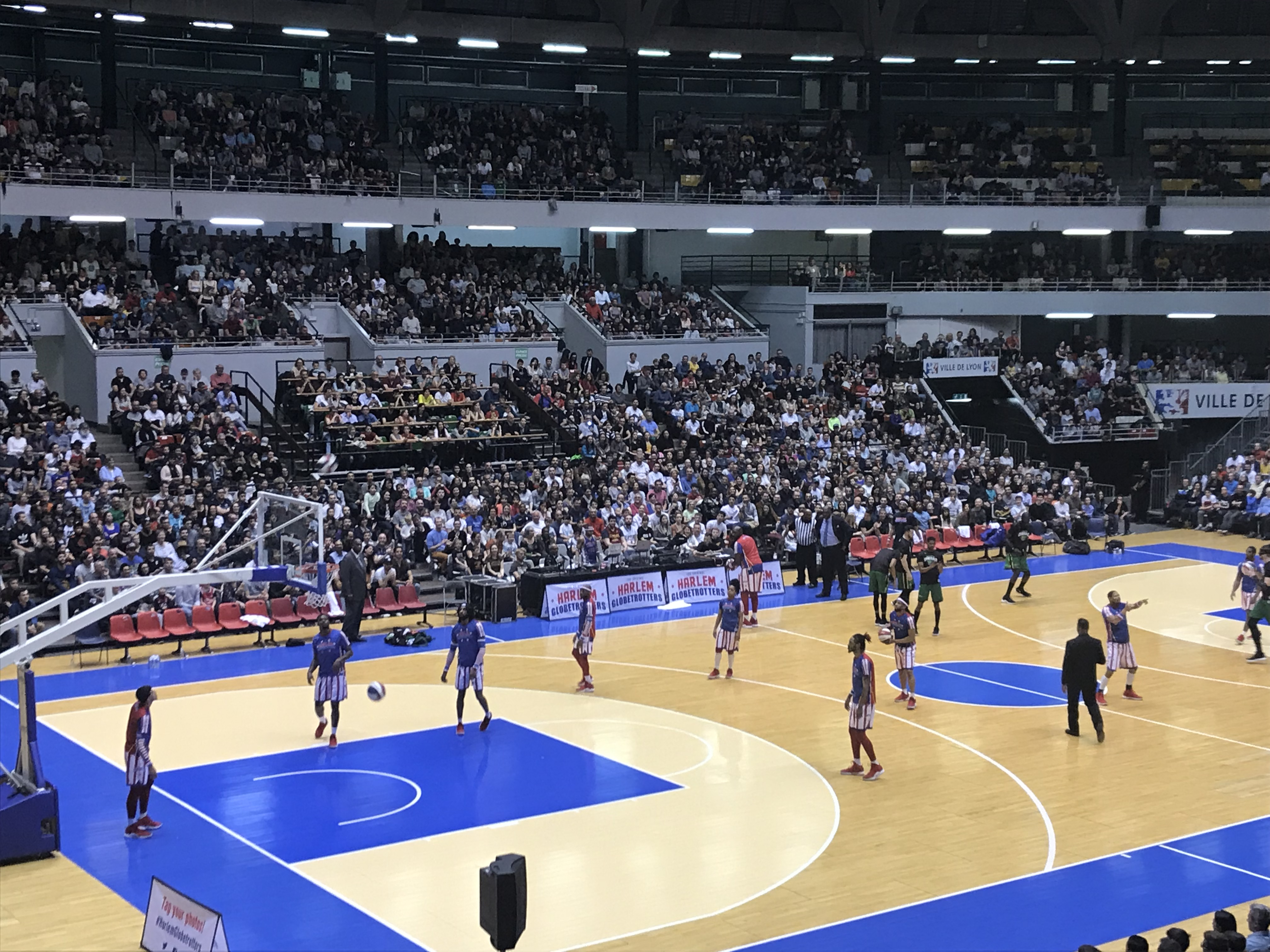
Harlem Globetrotters.
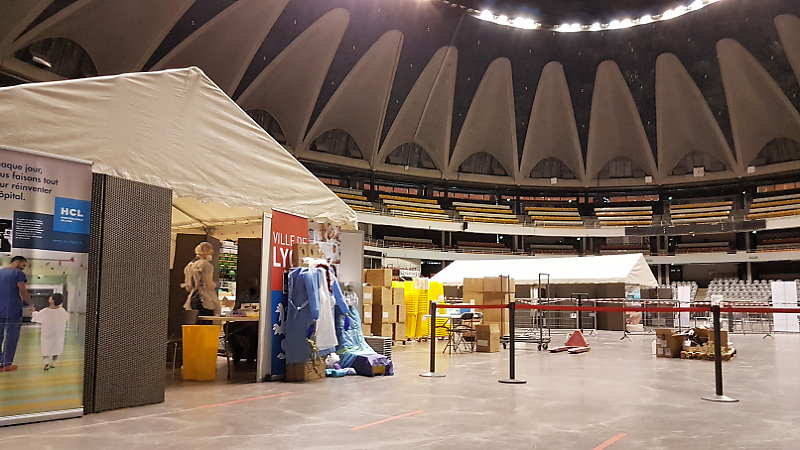
Le palais des sports de Lyon converti en centre de dépistage pendant l'épidémie de Covid-19